# ماسایا ایشیزوکا
ماسایا ایشیزاوکا (به انگلیسی: Masaya Ishizuka) کاراته‌کای ژاپنی است. وی در سال ۲۰۱۷ در مسابقات کاراته قهرمانی آسیا ۲۰۱۷ که در نورسلطان، قزاقستان برگزار شد، در کومیته ۸۴ کیلوگرم مردان به مدال طلا دست یافت.
وی در مسابقات کاراته قهرمانی جهان ۲۰۱۶ که در لینتس، اتریش برگزار شد، در مسابقات کومیته تیمی مردان به مدال نقره دست یافت.